# Gundam Sentinel
Gundam Sentinel (ガンダム・センチネル?, Gandamu Senchineru) è una light novel di Masaya Takahashi, con fotografie di diorami e disegni del mecha designer Hajime Katoki, pubblicato a puntate tra il 1987 ed il 1988 sulla rivista mensile di modellismo giapponese Model Graphix, ed ambientato nell'Universal Century della saga di Gundam. Inedito in Italia.
Nato come opera amatoriale, Gundam Sentinel riscosse un grande successo in Giappone, tanto da suscitare l'attenzione della Bandai, che all'epoca produsse un'intera linea di Gunpla dei mobile suit ideati dall'allora giovane dilettante Hajime Katoki, e da essere considerato al pari di un'opera ufficiale. Malgrado non sia mai stato trasposto in un anime o in un manga, Gundam Sentinel è diventato un titolo di culto, come testimoniato dalla successiva uscita di modellini anche nella serie Master Grade della Bandai a quasi 15 anni di distanza, e dalla presenza di alcuni Mobile Suit nel videogioco 4th Super Robot Wars.

## Trama
La storia si colloca tra le due serie TV Mobile Suit Z Gundam e Mobile Suit Gundam ZZ. È l'anno 0088 UC; dopo la sconfitta dei Titans ad opera dell'AEUG, sull'asteroide Pezun un gruppo di ufficiali già parte di quella élite militare, autonominatosi New Desides, si ribella al nuovo Governo della Federazione Terrestre e decide di proseguire lo scontro con l'AEUG per riprendere il controllo dell'esercito regolare della Federazione. Malgrado la persistente minaccia di Axis, il Governo decide di sedare subito la rivolta ed invia alla volta di Pezun un'apposita task force, chiamata Alpha, dotata di diversi nuovi prototipi di mobile suit, tra cui l'MSA-0011 Superior Gundam, equipaggiato con il sistema di intelligenza artificiale ALICE. Lo scontro si risolverà con la sconfitta dei dissidenti, anche se a caro prezzo.